# Simbologia LGBT
As comunidades LGBT adoptaram diversos símbolos com os quais se identificam e são identificados, demonstrando união, orgulho e partilha de valores, assim como ideias, conceitos, história e identidade. Os símbolos mais reconhecidos são a bandeira arco-íris e o triângulo rosa.

## Símbolos de orientações sexuais

Duplo Marte, representa a homossexualidade masculina.
Duplo Vénus, representa a homossexualidade feminina.
Símbolo da bissexualidade
Símbolo da bissexualidade feminina
Símbolo da bissexualidade masculina

## Triângulos
O triângulo rosa (em alemão:  rosa Winkel) foi um dos símbolos usados nos campos de concentração nazis. Servia para identificar homens capturados por práticas homossexuais. Todos os capturados pelos nazis tinham de usar um emblema nas roupas. Judeus recebiam um emblema amarelo, enquanto pessoas tidas como "anti-sociais" o triângulo preto. Assim sendo, é um dos símbolos mais antigos que representa a comunidade homossexual.
| Triângulo rosa                                      | Triângulo negro | Triângulo rosa e amarelo                                                  |
| --------------------------------------------------- | --- | ------------------------------------------------------------------------- |
|                                                     | |                                                                           |
| O triângulo rosa era usado para marcar homens gays. | O triângulo preto marcava as pessoas associais. Em especial a população Romani. Foi mais tarde adoptado como símbolo lésbico. | O triângulo rosa sobreposto com o amarelo marcava os judeus homossexuais. |

## Bandeira arco-íris
A bandeira arco-íris é uma bandeira composta por barras horizontais que representam as diferentes cores do arco-íris.
Existem várias versões, com pequenas variações das cores, número e disposição das barras. É impossível determinar a sua versão original, já que o seu uso acontece desde há muito e em diferentes partes do mundo.
Durante a Guerra dos Camponeses, no século XVI na Alemanha, foi usada como sinal de esperança na nova era. Thomas Muentzer, sacerdote que apelou à revolta dos camponeses, é muitas vezes retratado segurando uma bandeira arco-íris.
A bandeira foi criada por Gilbert Baker, para representar a Comunidade Gay e é associada aos Movimentos LGBT+. Sendo também usada como símbolo da Paz.

Original de oito riscas, Gilbert Baker, 1978
Versão sem o rosa (1978–1979)
Versão seis cores, popular desde 1979

## Símbolos lésbicos

### Lábris
Também era usado como ceptro pela deusa Deméter – Ártemis - deusa da Agricultura, e os rituais associados a deusa Deméter envolviam atos lésbicos. Uma teoria sugere que ele poderia ter sido utilizado originalmente na batalha das mulheres guerreiras citas. Outra teoria aponta que o machado é utilizado normalmente em muitas sociedades matriarcais. Existem também informações que o colocam como arma usual nos exércitos de Amazonas através de peças gregas de artesanato. As Amazonas tinham um sistema de duas rainhas e eram conhecidas como guerreiras raivosas e sem piedade nas batalhas, porém justas e correctas quando vencedoras. Atualmente é um símbolo lésbico, um dos mais conhecidos.

### Triângulo negro
O triângulo preto foi um símbolo da era nazi. O triângulo preto foi inicialmente criado e direcionado para pessoas romani que eram catalogadas pejorativamente como associais, mas foi reivindicado como um símbolo lésbico nos anos 70/80, o que é motivo de controvérsia.

### Duplo Vénus
O duplo-Vénus é o símbolo da homossexualidade feminina.

### Bandeiras
Não há nenhuma bandeira lésbica definida, tanto por organizações ou como por consenso geral. Há várias versões publicadas e divulgadas pela internet, com lésbicas sendo encorajadas a usar a de sua preferência ou até criar sua própria.
Uma bandeira usada é o símbolo de vénus interligado com a bandeira do arco-íris como fundo, ela é muitas vezes escolhidas pela fácil identificação, com a bandeira do arco-íris já reconhecida como símbolo LGBT+ e adicionando o símbolo de vénus para representar o relacionamento entre mulheres.
Uma bandeira usando o ícone de lábris com o triângulo negro e fundo roxo foi criada pelo designer Sean Campbell em 1999, como uma união de símbolos lésbicos.
O espectro rosa ao vermelho foi criado pelo blog This Lesbian Life em 2010, designado com o propósito de representar lésbicas que expressam feminilidade (lipstick lesbian). Mais tarde, lésbicas removeram a marca de batom para usarem de forma mais ampla, embora quem tenha removido o símbolo não tenha sido identificado. Porém, não é mais usada por conta do significado problemático (falta de inclusão de lésbicas butches, negras e não binárias).
Uma alternativa criada a esta foi o degradê do vermelho ao laranja, passando não a representar apenas lésbicas de expressão de género feminina, mas também as que não possuem tal expressão de género.

Outra bandeira lésbica, levemente reconhecida, é a inspirada pelos poemas de Safo e propõe as cores roxo, rosa, amarelo, e verde.

## Símbolos gays

### Lambda
Em 1970, a Gay Activist Alliance escolheu a letra grega lambda como símbolo, porque uma bandeira com um lambda era carregado por guerreiros gregos espartanos homossexuais que foram acompanhados até batalha por seus amantes e eram conhecidos por sua ferocidade e vontade de lutar até a morte.

### Mão púrpura

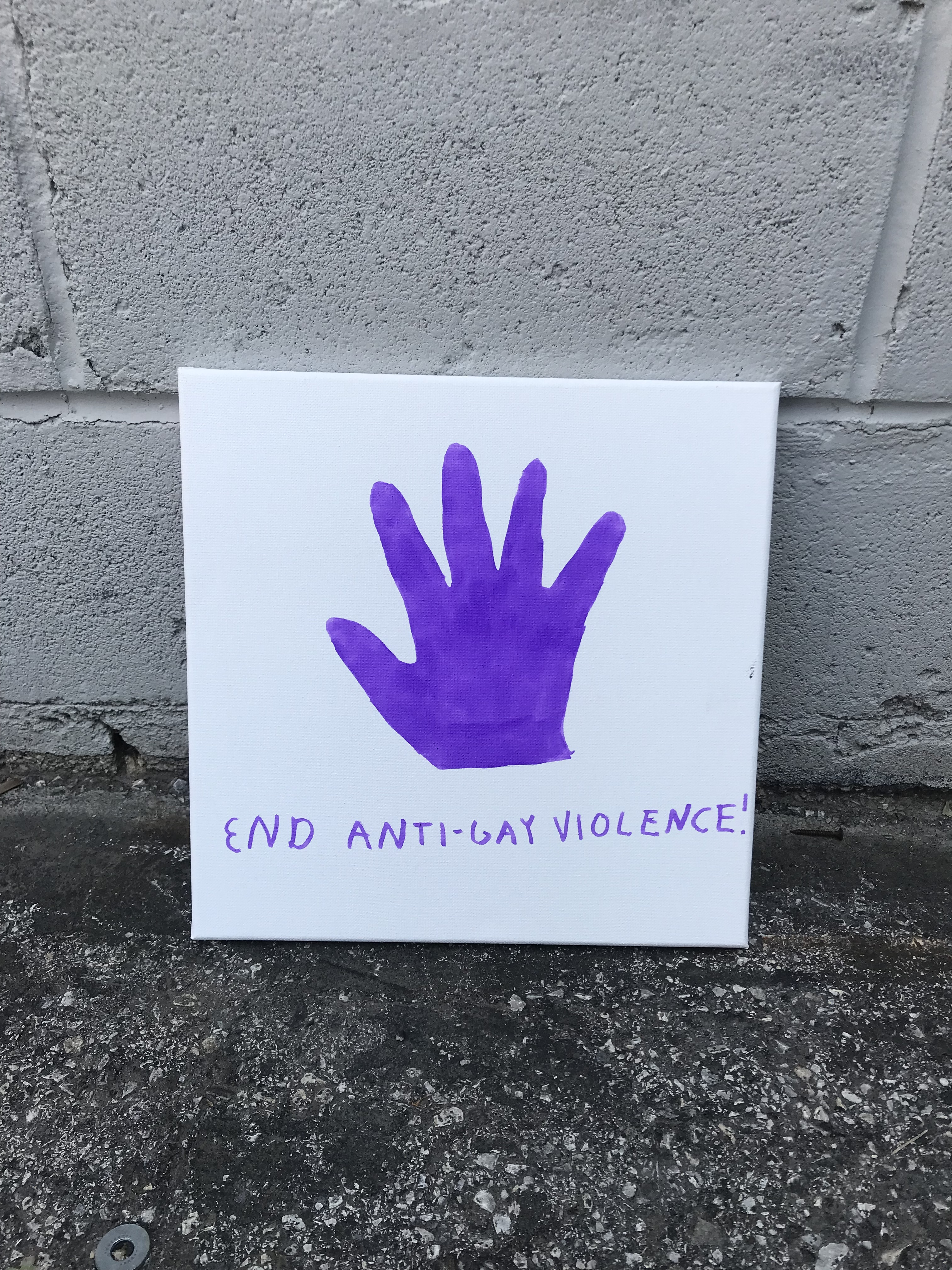
Cartaz com desenho de mão roxa escrito "acabe a violência anti-gay

Em 1969, 60 membros da Frente de Libertação Gay fizeram um protesto em frente a sede do jornal San Francisco Examiner em resposta a uma série de artigos de notícias depreciando os bares e clubes gays de São Francisco.
Os protestos, que começaram pacíficos, acabaram virando tumultuados após a repressão policial, mais tarde esse evento foi chamado de "Sexta-feira da Mão Púrpura" e "Sexta-feira Sangrenta da Mão Púrpura", pois os manifestantes utilizaram tinta roxa para escrever “Gay Power” (Poder Homossexual) nas paredes dos prédios e espalhar impressões e cartazes com mãos roxas. Esse evento ficou conhecido depois como "Uma das mais visíveis manifestações do poder gay".

### Duplo Marte
O Duplo Marte é o símbolo da homossexualidade masculina.

### Bandeiras gays

Bandeira do Orgulho Gay, originalmente criada para representar a comunidade gay, considerada a mais importante bandeira histórica da comunidade gay.[11]
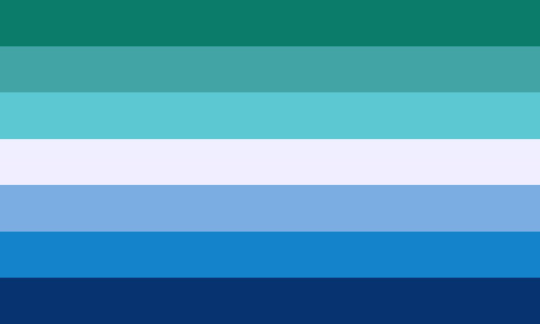
Bandeira provisoriamente proposta para representar homens gays, com tons de turquesa, branco pastelizado e azul
Bandeira "verde-azulada", anil e roxa com listrinha/faixa branca no meio, criada e proposta no Tumblr em 2018[13]
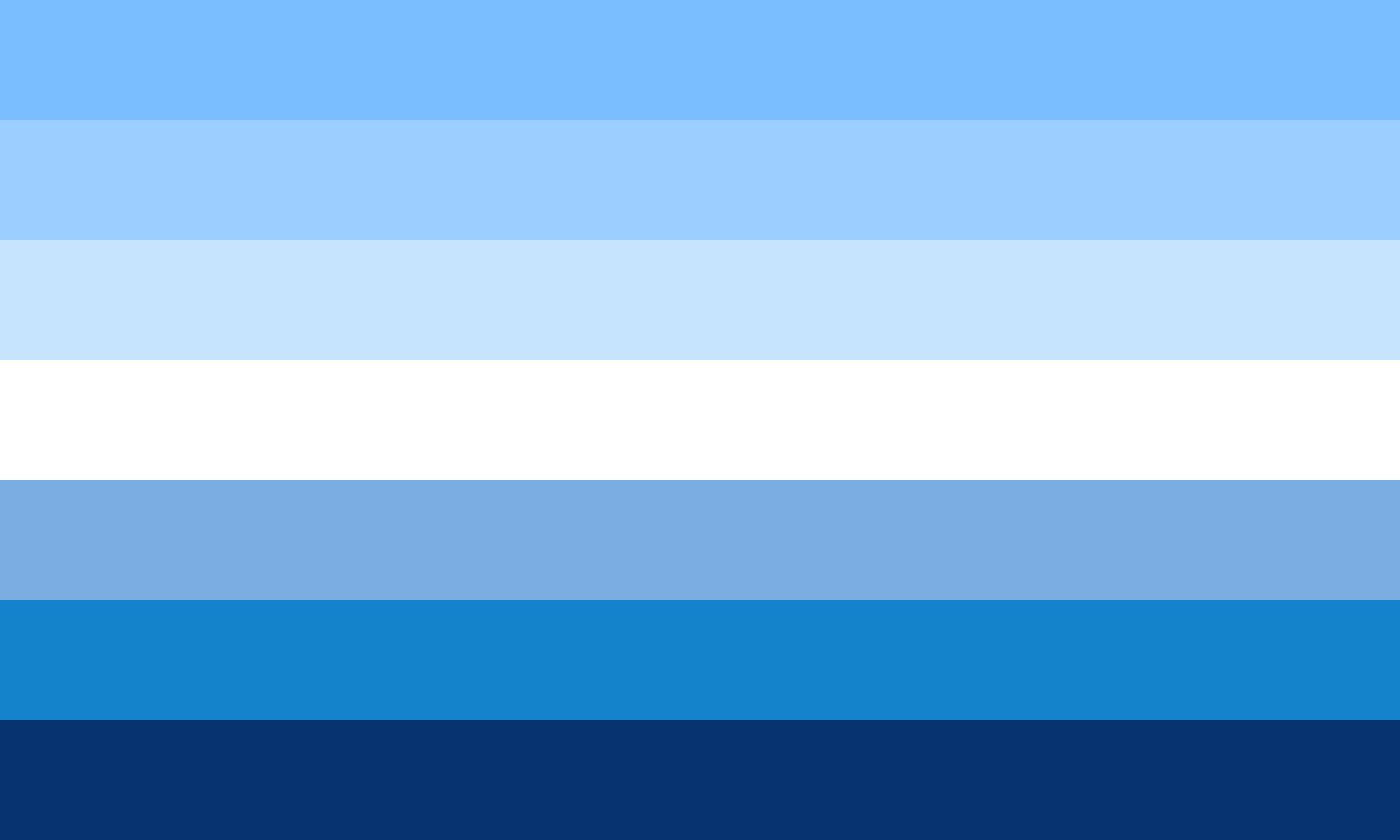
Bandeira uraniana, projetada por Valentin Belyaev em meados dos anos 2010 ou antes para combater a gayfobia.

## Símbolos bissexuais
A bandeira do orgulho bissexual foi desenhada por Michael Page em 1998 para dar à comunidade bissexual o seu próprio símbolo comparável com a bandeira do arco-íris da comunidade LGBT+ em geral. O seu objectivo era aumentar a visibilidade dos bissexuais, tanto entre a sociedade no conjunto como dentro da comunidade LGBT+.

Triângulos bissexuais (também conhecidos como biângulos), por Liz Nania, 1978
Bandeira do orgulho bissexual
Luas duplas, símbolo usado por bissexuais para evitar os triângulos e sua origem polêmica
Símbolos de Marte e Vênus entrelaçados como um símbolo do infinito a um círculo

## Símbolostransgénero

Símbolo universal transgênero
Bandeira transgênero

## Símbolo intersexo

Bandeira intersexo

A bandeira intersexo foi criada em junho de 2013 por Morgan Carpenter da Intersex Human Rights Australia, com o objetivo de criar uma bandeira que "não é derivada, mas ainda está firmemente fundamentada em significado". O circulo é significa "ininterrupta e sem ornamentos, simbolizando totalidade e completude, e nossas potencialidades. Ainda estamos lutando pela autonomia corporal e integridade genital, e isso simboliza o direito de ser quem e como queremos ser".
A organização a descreve como disponível livremente "para o uso de qualquer pessoa ou organização intersexo que deseje a usar, num contexto de afirmação dos direitos humanos da comunidade".
A bandeira foi utilizada por várias organizações de mídia e direitos humanos. Em junho de 2018, ativistas intersexo participaram do Utrecht Canal Pride, com a bandeira. Em maio de 2018, a Nova Zelândia se tornou o primeiro país onde a bandeira intersexo foi erguida fora do parlamento nacional.

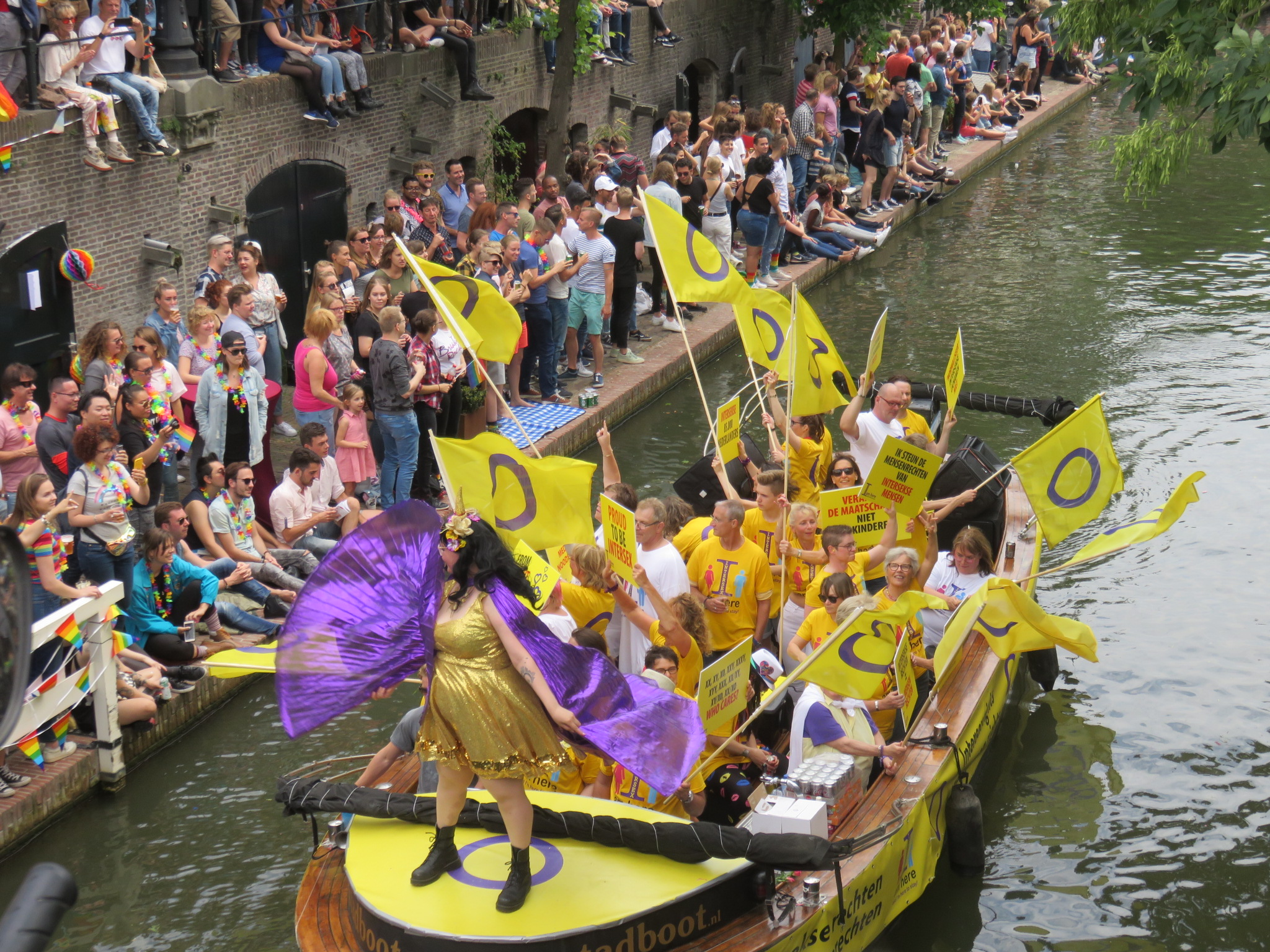
Ativistas intersexo em um barco no Utrecht Canal Pride, na Holanda, em 16 de junho de 2018
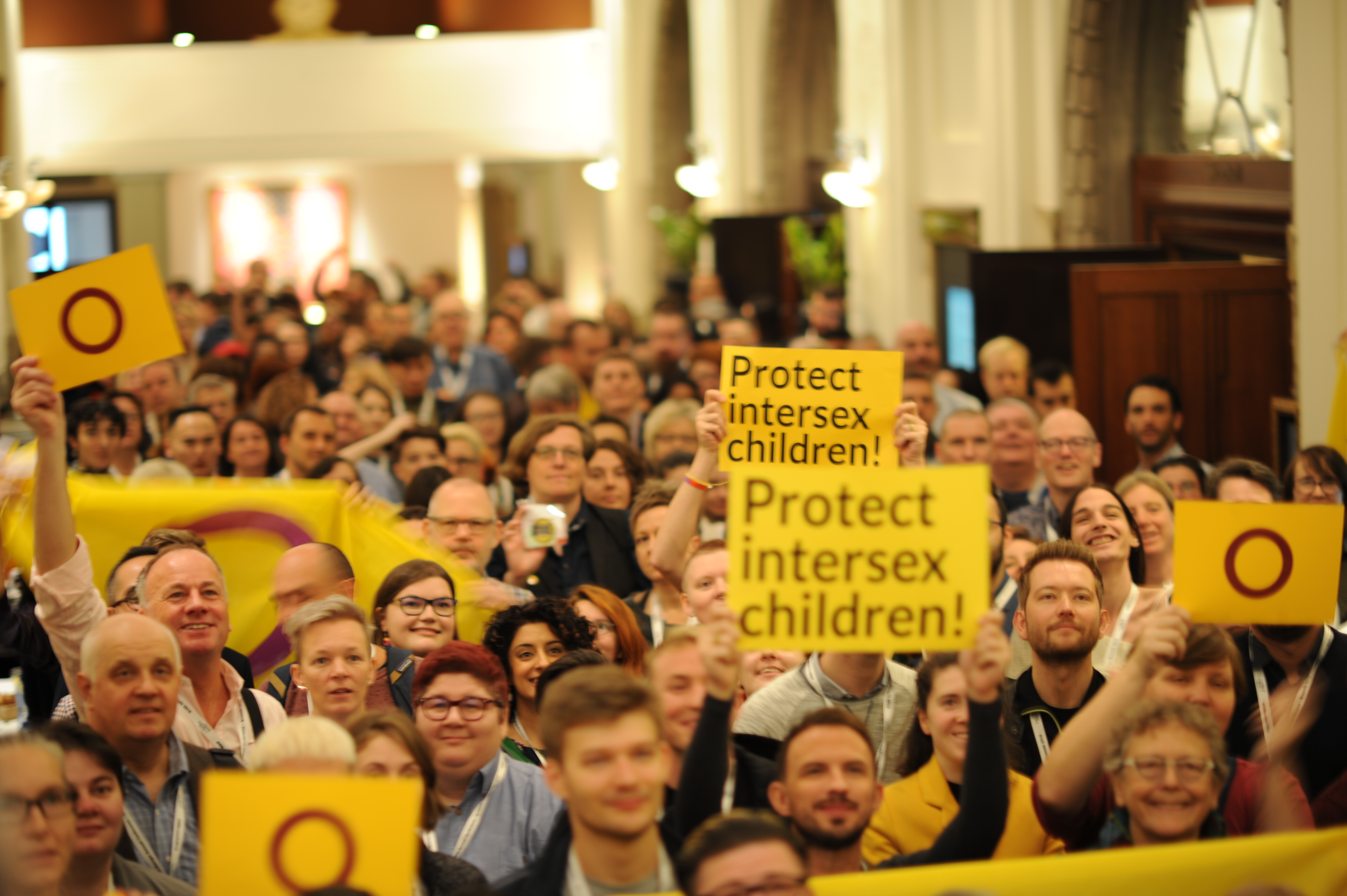
Participantes da conferência ILGA-Europa 2018 no Dia da Visibilidade Intersexo.
Símbolo de Mercúrio[25]
Símbolo masculino e feminino[25]
Símbolo do infinito intersexo[26]

## Símbolos assexuais

Bandeira assexual

A bandeira do orgulho assexual foi criada em 2010 através de um fórum virtual de assexualidade e vem sido usada desde então para contemplar a comunidade assexual e o espectro assexual.
Um anel preto, usado no dedo médio da mão direita, é uma forma de pessoas assexuais expressarem sua assexualidade. O anel é deliberadamente usado de maneira semelhante a uma aliança de casamento para simbolizar o casamento. O uso do símbolo começou em 2005. A frase "prefiro bolo" também é usada para representar a assexualidade individual.

Os ases das cartas de baralho, devido ao encurtamento fonético de assexual para ás (ace em inglês), às vezes são usados para representar a assexualidade. O ás de copas e o ás de espadas são usados para simbolizar a assexualidade romântica e a assexualidade arromântica, respectivamente. Da mesma forma, o ás de paus é usado para simbolizar assexualidade cinza e arromanticidade cinza e o ás de ouros é usado para simbolizar demissexualidade e demirromanticidade.

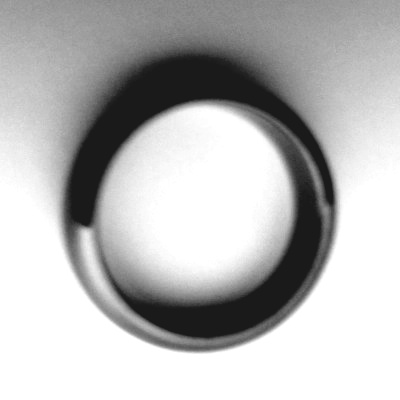
Anel preto
Simbolo assexual
Ás de espadas

## Símbolos pansexuais

Bandeira pansexual

A bandeira do orgulho pansexual foi introduzida em outubro de 2010 em um blog do Tumblr. Ela tem três barras horizontais que são rosa, amarelo e azul. "O rosa representa a atração por mulheres, o azul por homens e o amarelo por todos os outros", como gênero não binário, agênero, bigênero ou fluido de gênero.
Um "P" com a cauda convertida em uma flecha com uma cruz também é usado às vezes. É anterior à bandeira e ainda está em uso hoje. A cruz na cauda do "P" se refere à cruz em Vênus ou símbolo feminino (♀), e a seta se refere à seta em Marte ou símbolo masculino (♂). Enquanto não tem tecnicamente um nome, às vezes é coloquialmente referido como "o símbolo pansexual".

## Símbolos não binários
Há múltiplos símbolos para representar identidades de gênero não binárias. A bandeira não binária possui quatro cores em listras horizontais igualmente distribuídas, sendo a primeira listra da cor amarela, representando identidades abinárias ou que estão totalmente fora da binariedade de gênero, como maveriques e neutrois, já a cor branca representa a poligeneridade ou a presença de vários ou todos os gêneros em um indivíduo (pangeneridade), a cor roxa contempla a mistura de gêneros, como o gênero andrógino, e a cor preta, originalmente mais acinzentada, representa a ausência de gênero (ageneridade). Essa bandeira foi criada em 2014, com votos e sugestões de blogueiros do Tumblr.
A bandeira genderqueer foi criada em 2010 por Marilyn Roxie, musicista, contemplando pessoas com vivências inconformistas ou fora da cisnormatividade. Ela possui três listras horizontais de cor lavanda, branca e verde. A primeira cor significa a mistura de azul e rosa, cores tradicionalmente associadas a homens e mulheres, presentes na bandeira do orgulho transgênero, para a androginia e o "queer" em genderqueer, sabendo que a lavanda é uma cor que há muito tempo é associada à comunidade LGBT, incluindo comunidades gays, lésbicas e bissexuais. A cor do meio, branca, destina-se a representar a identidade de gênero, congruente com o branco neutro de gênero na bandeira trans. E a última cor, verde chartreuse escuro, seria inverso da lavanda, para identidades definidas fora e sem referência ao binário.
Existem diversos símbolos para vários gêneros não binários. Eles começaram a ser reivindicados a partir de 2012 e expandidos durante a década de 2010. Alguns símbolos já tinham Unicode e se difundiram por conta disso.

Ícones
Símbolo não-binário, asterisco[47]
Símbolo não-binário, xis[47]
Símbolo andrógine[47]
Símbolo gênero neutro[47]
Simbolo Neutrois
Símbolo agênero[47]
Símbolo intergênero[47]
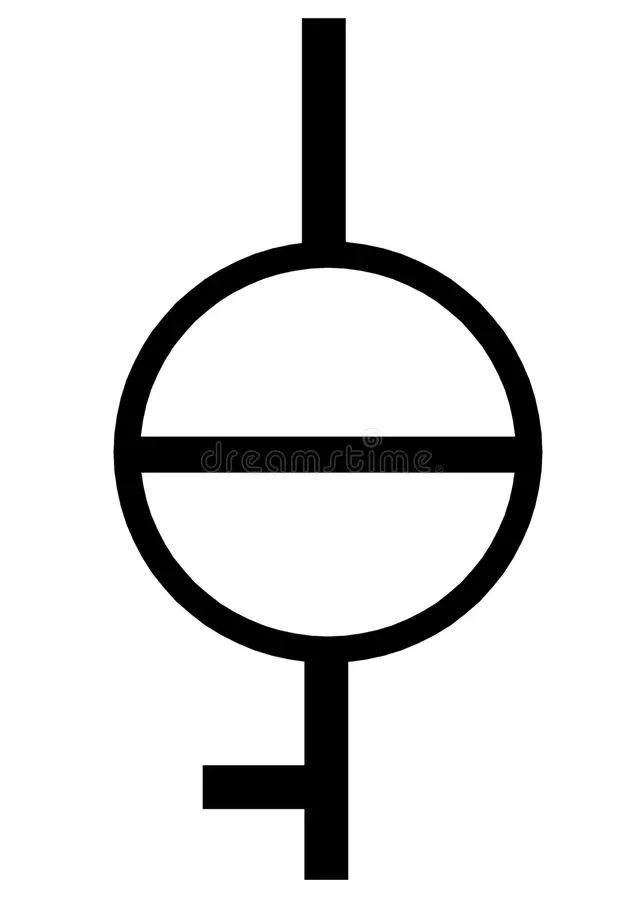
Simbolo demigênero
Símbolo demigirl[47]
Símbolo demiboy[47]
Símbolo bigênero[47]
Símbolo Oberon, abinário[47]
Símbolo de cometa, não-binário[47]
Símbolo de gênero fluido (Chamaeleon)
Símbolo do infinito gênero-fluido
Símbolo da fluidez de gênero[47]
Símbolo epiceno[47]
Símbolo bissexual não binário
Símbolo gineafetivo
Símbolo androafetivo
Símbolo ceteroafetivo
Símbolo pangênero[47]
Símbolo questionante[48]
Símbolo xenogênero[48]